# Kobišnica
Kobišnica (cyr. Кобишница) – wieś w Serbii, w okręgu borskim, w gminie Negotin. W 2011 roku liczyła 1148 mieszkańców.